# Simon de Vlieger

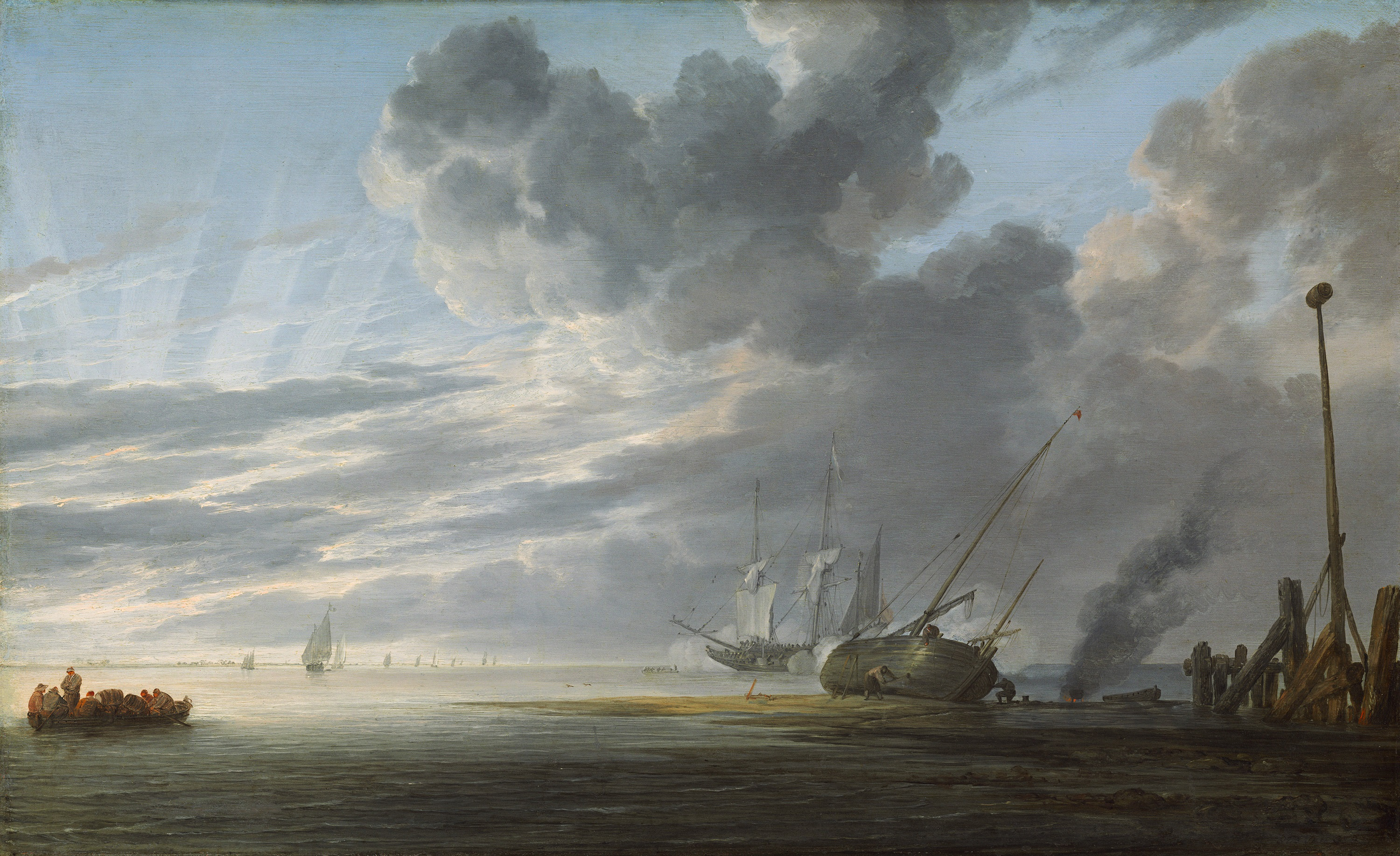
Seascape in the Morning, c. 1643.

Simon de Vlieger (c. 1601, Roterdam – c. 1653, Weesp) foi um pintor, designer e desenhista neerlandês, conhecido por suas obras de paisagem, sobretudo no âmbito da arte marinha. Foi um dos principais nomes da arte no Século de Ouro dos Países Baixos.